# Halldora Tumadotter
Halldora Tumadotter (Halldóra Tumadóttir), född omkring 1180, död 1247, var husfru på Grund i Eyjafjorden på Island och hustru till hövdingen Sighvat Sturlasson.

## Släkt och familj
Halldora var dotter till Tume (Tumi) Kolbeinsson, asbirningarnas hövding, och dennes hustru Turid (Þuríðr), dotter till hövdingen Gissur Hallsson på Haukadal. Hennes bröder var Kolbein och Arnor Tumason, som båda efter varandra blev hövdingar över asbirningarna. Halldora hade också en syster vid namn Alvheid (Álfheiðr). När Halldoras far Tume dog år 1184 gifte modern om sig med Sigurd Ormsson på Svínafell, som alltså blev Halldoras styvfar.

## Levnad
Sommaren 1197 framförde Sighvat Sturlasson sitt äktenskapsanbud på tinget till Halldoras fränder. Halldora, som var i 17-årsåldern, uppehöll sig då hos styvfadern på Svínafell och hur mycket hon själv hade att säga till om rörande sitt giftermål framgår inte. Avgörandet tillkom hennes mor Turid och styvfadern Sigurd Ormsson samt brodern Kolbein Tumason och "andra framstående män som var hennes fränder". Äktenskapet var i hög grad politiskt motiverat: "Mellan Kolbein Tumason och Sighvat följde med svågerskapet stor vänskap", står det i Sturlungasagan. Denna vänskap bestod även under Arnor Tumasons hövdingaskap.
Efter att först ha bott på Hjardarholt och Saudafell flyttade Halldora och Sighvat år 1215 till hövdingasätet Grund i Eyjafjorden, där Sighvat, enligt Islänningasagan, blev "en stor hövding avhållen av sina undersåtar".
Det är inte mycket som är känt om Halldora. I Sturlungasagan är hon bara en biperson, men en viktig sådan. Hon hade sju söner och (kanske) två döttrar. På 1230-talet försämrades relationerna mellan asbirningar och haukdalingar å ena sidan och sturlungarna å den andra, så att de till sist kom att förvandlas till dödsfiender. Halldora själv var av asbirningars och haukdalingars ätt; hennes söner däremot räknas som sturlungar. Under de två decennier som följde ägnade dessa ätter all kraft åt att föröda landet och ha ihjäl varandra. Halldoras man Sighvat och fyra av deras söner föll i slaget vid Örlygsstad år 1238. Två av sönerna avlivades av hennes brors son Kolbein unge då de på flykt sökt skydd i en kyrka och bad om fred. Året därpå jagades Halldora själv bort från sitt hem av samme Kolbein och Gissur Torvaldsson, som var son till hennes mors bror. Sonen Tume den yngre mördades några år senare på order av Kolbein.
Bara en av Halldoras söner skulle överleva henne själv, nämligen Tord kakali. Honom återsåg hon när han år 1242 landsteg på Gåsar (Gásir) för att hämnas, och hon levde tillräckligt länge för att se honom i grund besegra hennes egna blodsfränder och för några år bli den mäktigaste mannen i landet. Få levnadsöden kan som Halldoras åskådliggöra det isländska inbördeskrigets tragedi.
Halldora dog hösten 1247.

## Halldoras barn
- Tume (Tumi), dräpt år 1222 på Hólar av biskop Gudmund Arasons män.
- Sturla, 1199-1238, gode på Sauðafell i Dalasýsla; stupad i slaget vid Örlygsstad.
- Kolbein, bonde på Grenjaðarstaður, mördad efter slaget vid Örlygsstad 1238.
- Markus, stupad vid Örlygsstad 1238.
- Tord (Þórðr) kakali, cirka 1210-1256, Islands mäktigaste man 1246-1250.
- Tord krok (Þórðr krókr), mördad efter slaget vid Örlygsstad 1238.
- Tume den yngre (Tumi yngri), 1222-1244, mördad av Kolbein unges män.
- Steinvör, död 1271, husfru på Keldur.

Halldoras man, Sighvat Sturlasson, hade också döttrarna Valgerd (Valgerðr) och Sigrid (Sigríðr). Sigrids mor var Helga Bjarnadotter; vem som var mor till Valgerd omtalas inte.